# لانگهووگ
لانگهووگ (به لاتین: Langevåg) یک منطقهٔ مسکونی در نروژ است که در سورلا واقع شده‌است. لانگهووگ ۴ متر بالاتر از سطح دریا واقع شده‌است.